# Corbelin
Corbelin – miejscowość i gmina we Francji, w regionie Owernia-Rodan-Alpy, w departamencie Isère.
Według danych na rok 1990 gminę zamieszkiwało 1799 osób, a gęstość zaludnienia wynosiła 150 osób/km² (wśród 2880 gmin regionu Rodan-Alpy Corbelin plasuje się na 483. miejscu pod względem liczby ludności, natomiast pod względem powierzchni na miejscu 980.).